# 2013年世界田径锦标赛日本代表团
参加在 俄羅斯莫斯科举行的2013年世界田径锦标赛的日本代表团取得了一枚铜牌，在奖牌榜上和吉布提、多米尼加共和国、爱沙尼亚和墨西哥一起并列第33名。

## 获得的奖牌
| 奖牌 | 运动员     | 项目       |
| ---- | ---------- | ---------- |
| 銅牌 | 福士加代子 | 女子马拉松 |

## 引用
1. ↑  . 国际田联.   [2013-08-18]. （原始内容存档于2018-01-08）.（英文）